# Emigración a Oriente
La Emigración a Oriente fue un episodio de la guerra de independencia de Venezuela en el que los patriotas venezolanos tuvieron que huir de la capital, Caracas, hacia el oriente del país cuando la gesta enmacipadora de Simón Bolívar comenzaba a perder fuerza a raíz de una serie de derrotas sufridas por el ejército independentista ante las fuerzas realistas incluida la de la Segunda Batalla de La Puerta el 15 de junio de 1814. En Caracas las noticias sobre el avance de José Tomás Boves provocaron temor a la población así que el 7 de julio de 1814 más de veinte mil personas emigraron hacia el oriente del país junto a Bolívar y sus tropas.
Justo después de su victoria en la Segunda Batalla de La Puerta, Boves envió a su vanguardia a cargo del capitán Ramón González contra Caracas. Por su parte, Bolívar envió desde el 25 de junio al general José Félix Ribas para enfrentarse a las fuerzas españolas que avanzaban por los valles de Aragua —al mando de Ramón González— y el 29 de junio despachó buques desde La Guaira para enviar tropas, y preparar una emboscada en la plaza de Puerto Cabello. El 5 de julio se supo que otras fuerzas realistas de Boves se acercaban a la capital por los Valles del Tuy, entonces Bolívar envió una cantidad de sus tropas a combatir; El día 6 las tropas de Bolívar fueron derrotadas a 12 km de Caracas y las avanzadas realistas llegaron a Antímano. Esa noche, los objetos de alto valor de los templos caraqueños, fueron enviados a La Guaira en cajones para ser embarcados hacia el oriente.
Es entonces cuando Caracas es declarada zona de guerra, y Bolívar pide a los Caraqueños partir a Oriente lo antes posible. El 7 de julio en la mañana, partieron los primeros caraqueños de forma masiva, calculada en unas 20 000 personas; Bolívar y las tropas que le quedaban, unos 1200 hombres iban protegiendo a los civiles. La misma tarde, los realistas penetraron en Caracas. Boves por su parte, dividió su ejército: 2000 jinetes irían bajo su mando personal a Caracas mientras el resto de la tropa, 6.000 u 8.000 llaneros a pie y a caballo bajo la dirección de Francisco Tomás Morales, debían interceptar a la columna de refugiados que huía al este. Los pocos caraqueños que quedaban en la ciudad, temían, refugiados en sus casas o en las iglesias.
Boves no llegó a Caracas hasta el 16 de julio, iniciándose tiempo después la persecución de aquellos involucrados en las matanzas de españoles. Permanecería ahí hasta el 26, cuando parte a apoyar a Morales tras dejar en la capital a su vanguardia acantonada y reclutar a varios monárquicos locales. La columna de refugiados entre tanto, llegaba a Barcelona el 27 de julio, durante la marcha más de 12.000 personas habían muerto, víctimas del hambre, agotamiento, fieras, clima, enfermedades, llaneros y serpientes. De los sobrevivientes, algunos siguieron por tierra a Cumaná, los que pudieron embarcaron a las Antillas. El 18 de agosto Morales intenta interceptarlos en Aragua de Barcelona, el combate es encarnizado, muere un millar de monárquicos y otro tanto de republicanos, dos mil llaneros son heridos.
Entre tanto, Manuel Piar se hacía fuerte en Isla de Margarita y junto a José Félix Ribas terminaron por desconocer el rango de Bolívar y Mariño, obligándoles a exiliarse en Cartagena de Indias a mediados de septiembre. Mientras el corsario Giovanni Bianchi terminó por quedarse con los tesoros sustraídos de las iglesias caraqueñas y las posesiones personales de los fugitivos.
Morales los enfrentó a las tropas de José Félix Ribas y José Francisco Bermúdez en la Cuarta Batalla de Maturín (7-12 de septiembre), en la que tras cinco jornadas los republicanos lograron derrotar al realista quien se refugió en Urica para unirse con Boves. Los patriotas consiguieron reclutar más de 6000 soldados, pero estaban agrupados en dos núcleos distintos: en Cumaná, Piar había reunido efectivos entre locales y margariteños; en Maturín las tropas de Ribas y Bermúdez, incluyendo centenares de prisioneros. Boves demostró una velocidad tal en la campaña que consiguió aniquilar por separado a los grupos revolucionarios y continuó su marcha al oriente mientras a su hueste se les suman numerosos realistas. El 16 de octubre se encuentra en la sabana de El Salado con la tropa de Piar, al que aplasta, Cumaná es incendiada esa misma fecha. La tropa de Boves se compone de aproximadamente cinco mil combatientes. Poco después el caudillo intercepta a Rivas y Bermúdez en Los Magueyes cuando marchaban contra Morales, el primero decide retroceder a Maturín pero el segundo, con dos mil soldados, opta por presentar batalla. Boves obtiene así el 9 de noviembre una nueva victoria.

## Contexto

### El Año terrible
La Segunda República de Venezuela instaurada tras el éxito de la Campaña Admirable en 1813 había tenido una vida difícil producto de los constantes combates contra los realistas quienes se mantenían en el sur y centro del país y contaban con un gran apoyo entre las masas populares. Uno de estos caudillos, José Tomás Boves, sería el que traería abajo la República venezolana. Su ejército de llaneros contaba con 5.000 jinetes y 3.000 infantes (solo 700 regulares) al partir de Calabozo (otros lo elevan a 10.000).
El año de 1814 sería conocido como El Año terrible en Venezuela. Desde enero hasta diciembre se suceden un sin cesar de batallas y campañas militares con gran brutalidad por ambas partes que progresivamente van reduciendo el territorio en poder de la República, hasta que el 15 de junio, la aplastante victoria realista en la batalla de La Puerta entrega a Boves los valles de Aragua y abre el camino a Caracas. Al día siguiente el caudillo asturiano ocupaba La Victoria, desde ahí envió a su capitán Ramón González a Caracas con 800 a 1.500 llaneros, ciudad que el capitán ocupó al poco tiempo.
Mientras el mismo Boves avanzaba a Valencia el día 17 con el grueso de su ejército. Ese mismo día Boves tomó La Cabrera, defendida por 500 patriotas a cargo del coronel José María Fernández, matando a todos sus defensores. En la jornada siguiente Boves llegó a Guacara.

### Segundo asedio de Valencia
Las tropas realistas llegaron a Valencia el 19 de junio y José Tomás Boves —acompañado de distinguidos vecinos de Caracas y el cura de Guacara— invitó a los defensores a rendirse bajo la amenaza de que sí luchaban mataría a todos los que en la urbe moraban. Tras ser rechazado su ofrecimiento ordenó el ataque contra la ciudad pero fracasó tras seis horas de combate. Esa misma jornada Boves fue sorprendido por la noticia que Cagigal se aproximaba; estaba en San Carlos con 3000 apureños a caballo. Pasarían tres días más para que los realistas pudieran lanzar un nuevo ataque, que también fue rechazado. Solo tras conseguir ubicar su artillería en puntos estratégicos desde donde podían bombardear el centro de Valencia se consiguió algunos avances. Mientras tanto el general Rafael Urdaneta evacuó la guarnición de 2000 hombres de San Carlos a Barquisimeto, lo que privaba de toda posibilidad de auxilio a los defensores de Valencia. Estos se enteraron el 27 pero aun así no se rindieron.
Un nuevo asalto general fue nuevamente rechazado el 28, pero para ese entonces la situación de los defensores era insostenible. Les era obvio que no recibirían auxilios del exterior, más de seiscientos heridos se amontonaban en los hospitales locales sin suministros médicos y empezaban a sacrificar todo tipo de animales para alimentarse. El 29 de junio Francisco Tomás Morales fue enviado con una división a Puerto Cabello, ciudad bajo asedio republicano, cuando intentó asaltar las posiciones enemigas por la noche fue descubierto y forzado a huir con fuertes pérdidas. El 3 de julio Boves y Morales volvieron de sus correrías menores a Valencia, donde quedaban solo 200 defensores, entonces hubo un nuevo ataque que consiguió apoderarse de parte importante de la ciudad. Al día siguiente llegaron numerosos refuerzos de Juan Manuel Cagigal, José Ceballos y Sebastián de la Calzada. Ese mismo día los realistas tomaron nuevas casas y los patriotas quedaron cercados en la plaza central. En esos momentos el ejército atacante alcanzaba los 4000 hombres.
Mientras tanto Urdaneta estaba cercado en Barquisimeto, Simón Bolívar no tenía tropas ni para defender Caracas y Santiago Mariño había iniciado la evacuación de los patriotas a Barcelona. Todo acabó el día 9 con la capitulación de la ciudad bajo el compromiso de Boves de perdonar la vida a los rendidos. Clave para la rendición de Valencia fue que los patriotas se enteraron de que el día 8 de julio el enemigo ocupó Caracas con 1500 jinetes (la mitad de la vanguardia de Boves). Entonces Boves invitó a los altos funcionarios y oficiales de Valencia a un baile en honor de su victoria, mientras ordenaba a las mujeres bailar un canto popular ,llamado El Piquirico, sus parientes varones eran ejecutados. Trescientos soldados, sesenta oficiales y noventa civiles fueron asesinados, y eso a pesar de que Boves prometiera ante el Santísimo Sacramento respetar las condiciones de la capitulación.

## Desarrollo

### Bolívar huye de Caracas

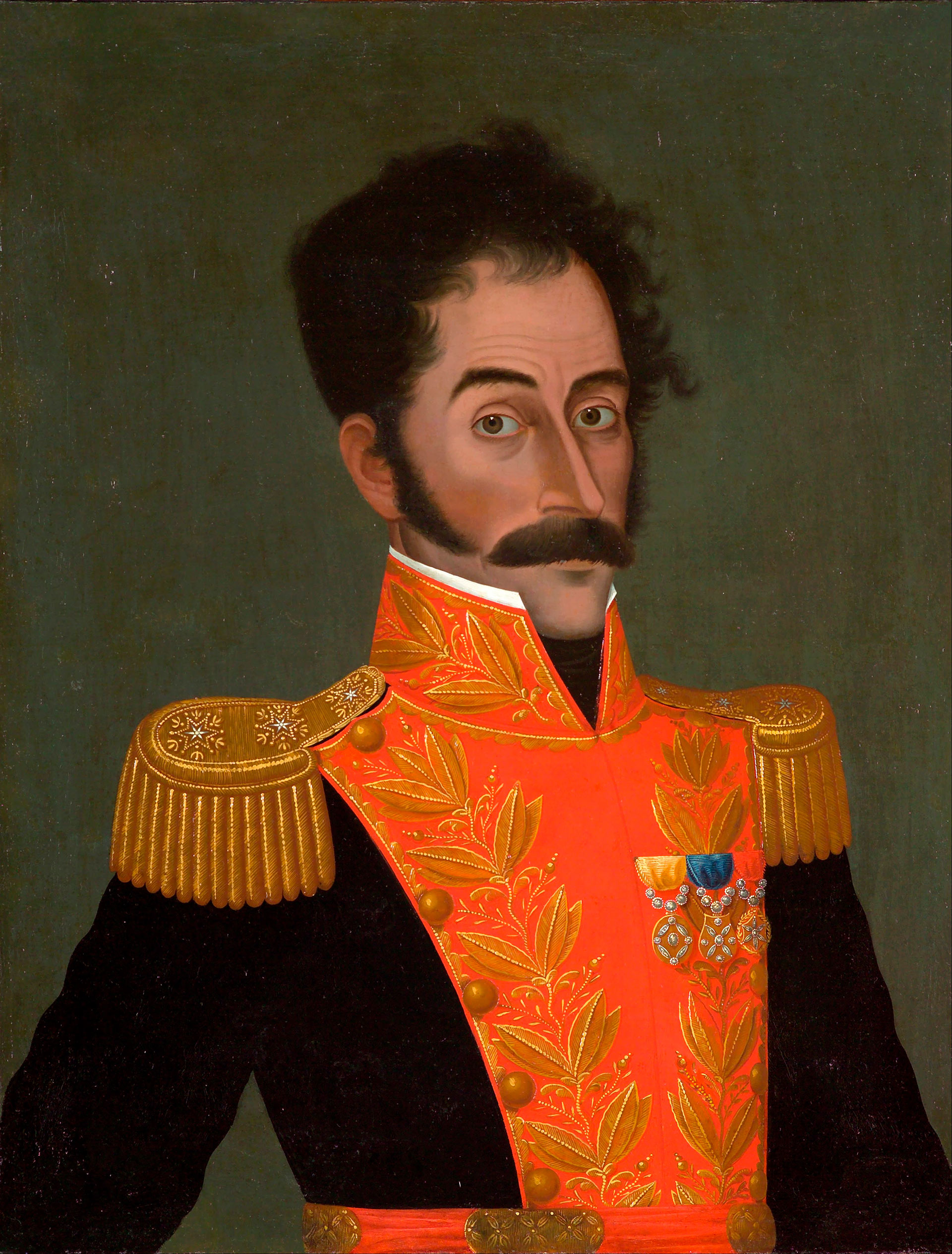
Simón Bolívar por José Gil de Castro.

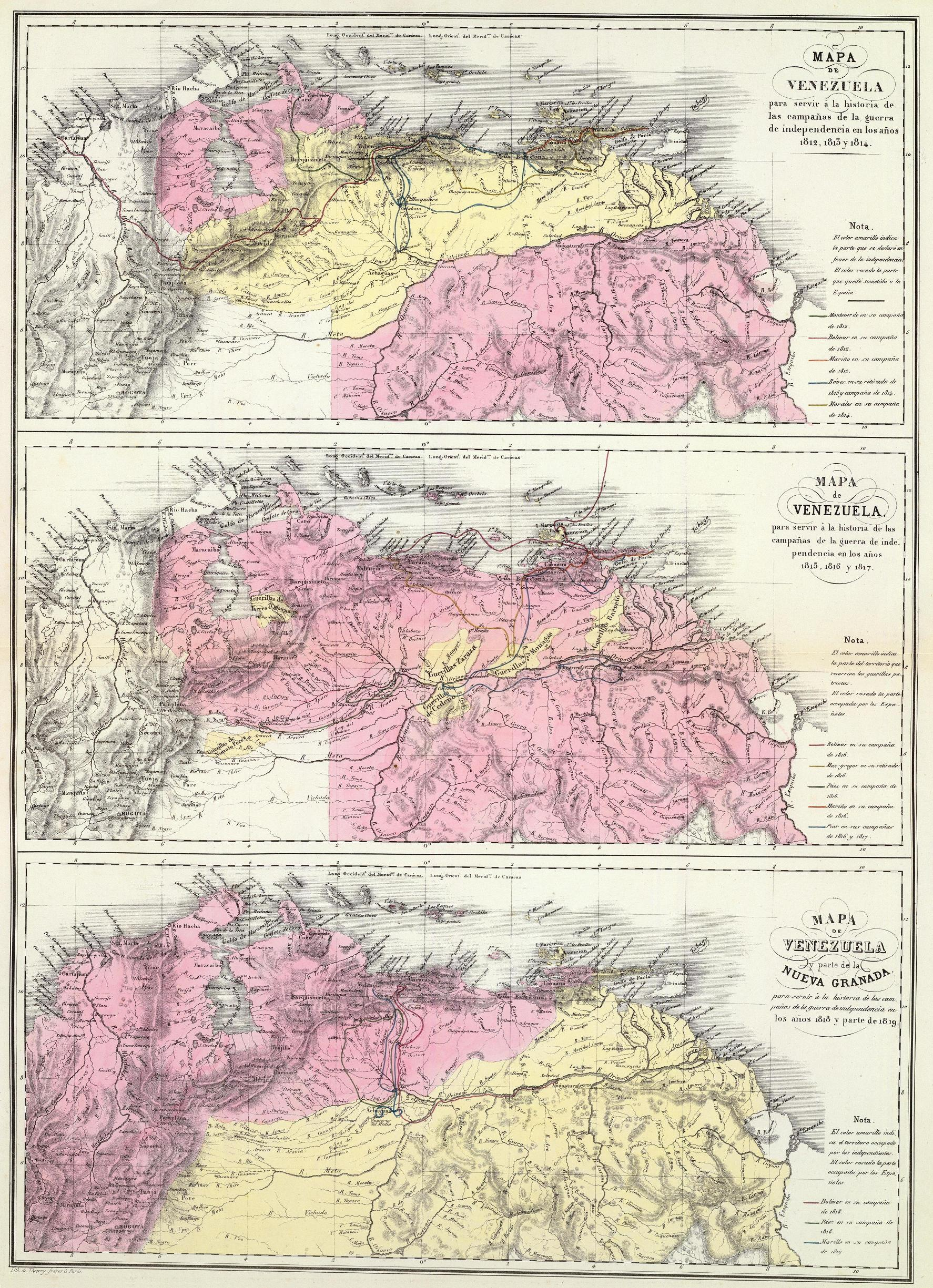
Mapas de la Guerra de Independencia de Venezuela entre 1812 y 1819. El superior muestra los movimientos de ambos bandos durante 1812 a 1814.

En Caracas, frente al avance de José Tomás Boves, Simón Bolívar había dado la orden de formar barricadas, y establecer puntos estratégicos de defensa en toda la ciudad capital ya que sentía que no podría combatir las fuerzas españolas fuera de Caracas. Las Juntas de Arbitrios y de Guerra, decidió esperar al enemigo dentro de Caracas enviando un mensaje a todos las tropas: «...nadie se va, aquí morimos todos...». 
Mientras Valencia era asediada, Bolívar, tras haber pensado inicialmente resistir hasta la muerte en las defensas de Caracas, cambia de parecer por lo escaso de su tropa, 2000 hombres, muchos de ellos heridos e inválidos por lo que la cifra real debía ser de apenas 1.094 defensores: 697 infantes y 397 jinetes. Decide marchar hacia el oriente del país donde unirá fuerzas con los patriotas orientales. El Libertador temía también que de intentar resistir en Caracas a Boves los esclavos de la ciudad podían terminar rebelándose en su contra. En esos momentos Caracas era un caos, todo mundo preocupándose solamente de salvar su propio pellejo de la furia de los llaneros.
El 6 de julio de 1814 se inicia la retirada. Al día siguiente se les suma una masa de refugiados tras sus pasos. A los escasos 1.200 soldados que Bolívar tenía tras las batallas de ese año se sumaron 20.000 civiles habitantes de Caracas quienes tomaron lo que pudieron y se fueron igualmente a oriente, aterrados por las noticias de las crueldades de los realistas. La mitad eran caraqueños y el resto de los pueblos cercanos.
Los emigrantes caraqueños tomaron el camino que lleva a Barcelona por la montaña de Capaya. Ese camino se bifurcaba al salir de La Pica: un sendero iba a salir a Río Chico y de allí seguía por la orilla del mar, en dirección a Píritu, tocando en Boca de Uchire; comúnmente era llamado «el camino de la costa»; el otro denominado «el camino de afuera», se dirigía por Cúpira a Sabana de Uchire, prosiguiendo de allí a Clarines por Guanape. Bolívar marchaba a la retaguardia con los soldados para proteger a los civiles. En la urbe quedaron unas 4.000, 5.000, o 6.000 personas, realistas sobrevivientes de la represión de los republicanos o personas muy débiles como para huir.
Aunque un gran número de personas siguió a Bolívar en la larga travesía, otro grupo buscó refugio en las Antillas, mientras otro grupo renunciaba a la marcha y regresaba a Caracas, para refugiarse bajo la protección de la Iglesia Católica, junto al entonces Arzobispo Narciso Coll y Prat.

### Boves conquista Caracas y luego marcha a Oriente
Tras tomar Valencia José Tomás Boves se encamina Caracas (10 de julio) para unirse a González y sus hombres. El 16 de julio por la tarde entró Boves en Caracas proclamando degüello general contra los blancos. Sin embargo, las fuentes difieren sobre qué pasó. Algunas dicen que al no encontrar resistencia ni almas en sus calles no se produjeron mayores saqueos ni asesinatos. Otras dicen que los caraqueños sufrieron todo tipo de vejaciones y torturas. Lo que se sabe es que en cuanto entró Boves publicó un indulto, lo que repitió dos días después pero el 25 se dieron arrestos y ejecuciones de los involucrados en fusilamientos de miles de españoles durante el régimen anterior. Para darle un cierto aspecto de legalidad Boves formó un tribunal que tomó posesión el 4 de agosto.
Ya antes de entrar en Caracas, Boves enterado de la huida de los republicanos, comisionó a su segundo, Francisco Tomás Morales, para perseguir a los refugiados y acabarlos con 6.000 llaneros el 13 de julio mientras el mismo Boves se quedaría en Caracas con 2.000 soldados. Otra tropa al mando de Calzada fue enviada a acabar con Rafael Urdaneta que se había movido a El Tocuyo. Dejó una pequeña guarnición en Valencia a cargo de Luis Dato. Durante la marcha, Boves despojó de todos sus cargos a su superior, Juan Manuel Cagigal, en Guacara y lo obligó a marcharse a Puerto Cabello, bajo sitio desde el 24 de junio para luego ir al puerto de La Guaira. Tras esto Boves se nombró a sí mismo gobernador de esta provincia, presidente de la Real Audiencia, capitán general y jefe político de Venezuela, comandante en jefe del Ejército español.
Boves finalmente, una vez asegurado su poderío en la capital, partió de Caracas para unirse a Morales en su persecución el 26 de julio. Durante su marcha masacrará a más de mil personas en los pueblos de Santa Ana y San Joaquín el 11 de septiembre, pero también reclutando gran cantidad de refuerzos.
Al anochecer del 16, los emigrados llegan a Guarenas donde pernoctan. Apenas despunta el alba siguen su marcha. Los emigrados llegaron a Barcelona alrededor del 27 de julio. Muchos siguieron hasta Cumaná, otros se internaron en los Llanos, y otros tomaron, en Barcelona y en Cumaná, embarcaciones que los llevaron hacia las Antillas. Se estima que murieron unas doce mil personas en el trayecto, víctimas de fieras, mordeduras de serpientes, el hambre, enfermedades, los ataques de los llaneros y la inclemencia de otros elementos naturales.

### Batalla de Aragua de Barcelona
A las 5:00 horas del 17 de agosto Morales cruzó el río con su infantería, bien pertrechada y dirigida por oficiales disciplinados. No pudo llegar por el camino principal pero su caballería flanqueaba las defensas por un paso que Bermúdez había dejado desguarnecido. A las 9:00 los patriotas fueron empujados a las calles de Aragua, resistiendo ferozmente cuanto pudieron. A las 12:00 Bolívar escapó para Cumaná por el camino hacia Barcelona con 400 sobrevivientes, y Bermúdez huye a Maturín a las 15:00 con las columnas de José Tadeo Monagas, Pedro Zaraza y Manuel Cedeño que serán las bases de las fuerzas en el resto de la campaña.

### Destitución y expulsión de Bolívar y Mariño
Pasando por Carúpano, los patriotas evacuaron a los soldados, seguidores y familias a Maturín o a Margarita (24-25 de agosto).
Bianchi fue contratado por Simón Bolívar para evacuar hacia las Antillas a los patriotas que huían de Boves. En una de las travesías Bianchi tomó posesión ilegítima de 24 cajones de plata labrada y otras reliquias que pertenecían a la contribución de las iglesias de Caracas y que habían sido confiadas por Santiago Mariño a la escuadra del mismo. Aunque de igual forma se percataron de los hechos que acaecían con respecto a las aptitudes de Bianchi, Bolívar y Mariño decidieron salir en su búsqueda y al encontrarlo tomaron rumbo fijo hacia Pampatar en la isla de Margarita, lugar en el cual Manuel Piar apoya totalmente al corsario y se enfrenta contra Bolívar. Es así como el Libertador se ve obligado a entregar parte del tesoro a Bianchi. Bianchi traicionó a Bolívar ya que El Libertador había puesto su confianza en el corsario al hacerlo partícipe de sus propósitos. 

### Cuarta Batalla de Maturín
El jefe realista Francisco Tomás Morales llegó a las afueras de Maturín el 7 de septiembre exigiendo la inmediata rendición de la ciudad, lo que fue rechazado por el coronel José Francisco Bermúdez, iniciándose el asedio de esta. Morales desplegó guerrillas alrededor de la ciudad con la esperanza de tentar a los defensores a salir de la plaza pero no tuvo éxito.

### División entre los patriotas
Tras la Cuarta Batalla de Maturín el coronel Piar partió de Pampatar con unas 800 a 1300 tropas hacia Cumaná y desembarcó el 28 de septiembre. A la columna de dispersos traídos por Piar desde Cariaco se le sumaron algunos reclutas a cargo del coronel José Francisco Azcue.

### Batalla de El Salado
El 16 de octubre en la sabana de El Salado, cercana a la ciudad, se produce la batalla. El republicano sale al encuentro del ejército realista, formado principalmente por caballería, y dispone su línea en la sabana del noroeste de la ciudad, al norte del río Chiribichii, área protegida por humedales, manglares y cañones. Esta sabana separaba la urbe del mar. Los republicanos se organizaban en dos batallones de infantes, algunos pocos lanceros y jinetes y dos piezas de artillería. Su línea estaba al mando del teniente coronel Vicente de Sucre y Urbaneja (padre de Antonio José de Sucre, quien era un joven oficial en la batalla) y se componía mayoritariamente por infantería. Desde los trece fuertes que rodeaban la ciudad se intentó bombardear a los bovistas con las cuarenta piezas de artillería, pero estas fueron anuladas porque una quinta columna de monárquicos locales asalto esas defensas siguiendo un plan previamente trazado.

### Batalla de Los Magueyes
Tras la victoria de El Salado (16 de octubre) y el saqueo de Cumaná, José Félix Ribas y José Francisco Bermúdez, que habían reunido en Maturín más de 4000 hombres, marchaban para acabar con Francisco Tomás Morales en Urica decidieron hacer frente a los llaneros de Boves, pero Ribas decidió regresar con la mitad de las tropas a Maturín mientras que Bermúdez, impetuoso, decidió avanzar a Areo y cerca de ahí, en el monte de Los Magüeyes Boves vio su oportunidad de atacarlo.

### Batalla de Urica y muerte de Boves
Tras su victoria la Batalla de Los Magueyes, José Tomás Boves consiguió reunirse con Francisco Tomás Morales —ambos juntan más de 8.000 efectivos—. José Félix Ribas y José Francisco Bermúdez aún tienen unos 4.227 patriotas con los que salen a enfrentarlos en Urica el 5 de diciembre. La caballería del flanco derecho de Boves, encabezada por el mismo se lanzó contra su par pero fue rechazada y su general resultó muerto. En el flanco izquierdo los realistas tuvieron éxito e hicieron huir a sus enemigos logrando flanquear el centro enemigo, o sea, la infantería, poniéndola en fuga total.
El desastre republicano es definitivo —hasta 3.000 de sus soldados fallecen en ese campo—. La victoria realista fue decisiva al ser destruido el último ejército revolucionario en Venezuela (tres mil soldados republicanos murieron en aquella jornada).
En la noche inmediatamente posterior a Urica, Morales ejecutó a todos los oficiales realistas que en la asamblea convocada propusieron reconocer el mando de Juan Manuel Cagigal. Morales asumió el poder absoluto en Venezuela, persiguiendo a las últimas unidades rebeldes en el país hasta la llegada de la Expedición Pacíficadora de Pablo Morillo, 10.642 soldados veteranos de la Guerra de Independencia Española, momento en que sometió a la nueva autoridad, partiendo a la Nueva Granada.

### Fin de la campaña
Maturín era una plaza defendida por tres terraplenes y dos baterías, posiciones sólidas apoyadas al norte por el río Guarapiche y los pantanos al este le hacían fácilmente defendible, pero los republicanos tenían pocas municiones y baja moral. La guarnición sumaba 300 dispersos y cerca de 200 reclutas. Algunos oficiales quieren retirarse pero sus superiores ordenan resistir.
Morales llegó con su ejército en el anochecer del 10 de diciembre. Acampó afuera de la ciudad y secretamente ordenó a 1.500 hombres ocupar el paso del Hervidero pero la caballería de Manuel Cedeño hizo una salida y los rechazo con apoyo del fuego de las posiciones defensivas. A las 8:00 horas del día siguiente se ordenó el asalto del pueblo. Por tres horas los patriotas lograron resistir el ataque frontal pero entonces una columna que había flanqueado secretamente sus posiciones los atacó por la retaguardia y cayeron en pánico.
Los llaneros asaltaron la ciudad y asesinaron a todo mundo que encontraron para vengar las fuertes bajas que les causó la caballería del coronel José Gregorio Monagas. Los republicanos huyeron al bosque del Buen Pastor, la costa, 200 con Bermúdez a montaña Tigre y 3 o 4 oficiales con Ribas a los llanos de Caracas para unirse a Rafael Urdaneta (a quien creían en Barquisimeto). Ribas fue delatado, capturado y fusilado el 31 de enero de 1815 en Tucupido.

#### Ofensiva abortada a Margarita
El 9 de enero de 1815 el vicario de Morales partía a la isla de Margarita exigiendo su rendición, el gobernador Juan Bautista Arismendi se negó rotundamente.
En persecución de vencidos y refugiados, Morales avanzó por la costa de Cumaná, arrasando Cariaco, Carúpano y Río Caribe mientras su lugarteniente, Salvador Gorrín, hacia lo propio en Tigre, Cari y Arivi y al volver a sus bases en Terecen, Caño Colorado y El Morichal. El 14 de febrero Morales y 3.000 llaneros atacó Soro y lo hizo cenizas; al siguiente atacó Güiria defendida por Bermúdez y Bideau con 300 hombres. El pueblo cayó tras una feroz batalla, y los que pudieron, Bermúdez, soldados y algunos civiles huyeron en canoas hacia Margarita. Los que huyeron por la costa o la selva no fueron tan afortunados. Fueron alcanzados entre Irapa y Quebranta y masacrados, estimándose en 3.000 los muertos. Una última tropa de 400 hombres a cargo del teniente coronel José Rivero seguía en Irapa, pero sabedor de los hechos de Güiria huyeron a los bosques donde fueron cazados y exterminados por los llaneros. Estos ataques tenían la intención de aislar a Arismendi de cualquier ayuda por alguna guerrilla o guarnición patriota que quedara en Costa Firme. Morales empieza a concentrar unos 5.000 combatientes y 32 navíos para invadir Margarita.

## Retirada de Occidente
En el oeste de Venezuela, en cambio, el general Urdaneta marchaba hacia la Nueva Granada (envuelta guerra civil entre centralistas y federalistas) en busca de refugio, sumándosele las unidades de Jacinto Lara, Pedro León Torres, Juan Guillermo Iribarren y Florencio Jiménez. Las tropas realistas del brigadier La Calzada le acosaron constantemente hasta que los patriotas en retirada llegaron a Cúcuta el 10 de octubre. En Tunja Urdaneta se une a Bolívar el 8 de noviembre de 1814 y juntos asedían y saquean Bogotá en diciembre de ese mismo año.

## Personajes ilustres que iban en la emigración
Entre los personajes ilustres que iban en la emigración, aparte del mismo Simón Bolívar, se cuentan: Eulalia Buroz y Luisa Cáceres de Arismendi. Asimismo, la propia hermana de Bolívar, María Antonia fue enviada a La Guaira contra su voluntad, por orden de su hermano, para embarcarse hacia Curazao.